# Wappen der Provinz Teruel

Wappen der Provinz Teruel seit 10. Mai 1957

Das Wappen der Provinz Teruel wurde per Dekret am 10. Mai 1957 angenommen, nachdem sich die Abgeordnetenversammlung der Provinz am 26. Oktober 1956 dafür ausgesprochen hatte. Am 6. Dezember 1965 erschien eine Briefmarke mit dem Wappen als achtundvierzigste einer Serie mit dem Titel Escudos provinciales españoles.

## Beschreibung
In der Heraldik werden die Bezeichnungen rechts und links grundsätzlich aus der Sicht der Person verwendet, die den Schild vor sich her tragen würde, also entgegengesetzt zur Sicht des Betrachters.
Der gevierte Wappenschild der Provinz enthält im ersten Viertel in Gold die vier roten Pfähle aus dem Wappen von Aragón. Im zweiten Feld steht in Blau ein silberner, nach rechts schreitender Stier, der von einem silbernen, achtzackigen Stern überragt wird. Diese Darstellung stammt aus dem Stadtwappen von Teruel. Im dritten Feld sitzt in Silber die Jungfrau Maria mit dem Jesuskind in silberner Tunika und Schleier sowie blauem Mantel auf einem rotgefütterten, goldenen Thron und trägt auf dem Kopf eine goldene Krone. Diese Darstellung repräsentiert Albarracín. Im vierten Feld steht in Silber ein goldenes, schwarz vermauertes Kastell mit schwarzen Fenster- und Toröffnungen zwischen zwei grünen Schilfrohren. Das Feld steht für Alcañiz. In der Schildmitte zeigt ein roter, ovaler Herzschild den hl. Georg in metallischer Rüstung und goldener Gloriole, der auf einem Schimmel mit braunem Sattel und goldenem Zaumzeug nach rechts springt. Dabei sticht er mit einer goldenen Lanze, die er mit beiden Händen führt, auf einen grünen geflügelten Drachen ein, der unterhalb des springenden Schimmels erscheint.
Auf dem Schild liegt die offene Königskrone von Aragón, umgeben wird er von einem Palmwedel rechts und einem Lorbeerzweig links.

## Herkunft der Wappenbestandteile
Erstes Feld: Über die Herkunft der vier roten Pfähle, der „barras de Aragón“, gibt es gibt zwei Haupttheorien. Die erste führt sie auf König Alfons II. zurück, der 1187 Privilegien an die okzitanische Stadt Millau mit diesem Symbol, das er „vexillum nostrum“ (unsere Flagge) nannte, unterzeichnete. Er war der Sohn von Raimund Berengar IV., Graf von Barcelona, der Petronella von Aragón geheiratet hatte. Auch Raimund Berengar soll diese Pfähle bereits auf seinem Schild geführt haben. Die zweite Theorie besagt, dass es schon eine frühe Beziehung zwischen dem Königreich Aragón und dem Heiligen Stuhl gab und dass während der Regierungszeit von Sancho Ramírez (1063–1094) Dokumente zur gegenseitigen Kommunikation hin und her geschickt wurden, an denen vier rote Seidenbänder hingen. Da er dadurch von Papst Alexander II. 1068 einen Bischofssitz in seiner Residenzstadt Jaca zugestanden bekam und Sancho Ramírez der einzige hispanische Herrscher war, der unter direktem Schutz des Papstes stand, könnten diese Bänder zum Wappenzeichen geworden sein.
Zweites Feld: In ähnlicher Weise gibt es auch für die Figuren von Stier und Stern im Wappen von Teruel zwei legendenhafte Erklärungen. Beide haben mit der Gründung der Stadt am 1. Oktober 1171 zu tun. Die eine erzählt Cosme Blasco y Val (* 1838; † 1900) in seiner Historia de Teruel von 1870. Als König Alfons II. mit seinen Rittern die Gründung einer Stadt an den Ufern des Guadalaviar beschlossen hatte, sahen sie einen brüllenden Stier auf einem Hügel stehen und über ihm am Firmament einen Stern, der dessen Bewegungen zu folgen schien. Diese Erscheinung machte einen solchen Eindruck auf die Christen, dass sie diesen Ort als Basis für die Eroberung von Valencia auswählten. Die zweite Legende bezieht sich direkt auf die Eroberung des Gebiets von Teruel von den Mauren. Diese hätten danach eine Herde Stiere auf die Christen gehetzt, denen sie brennende Zweige an die Hörner gebunden hatten, um den Übergang über den Fluss Guadalaviar zu verhindern. Doch die Christen schafften es trotzdem, schlugen die Mauren in die Flucht und sahen bei deren Abzug einen Stier mit einem Licht wie ein Stern über ihm auf einem Bergrücken stehen.
Drittes Feld: Das Madonnenbild ist dasjenige der Santa María de Oriente, das seit dem 16. Jahrhundert in Albarracín verehrt wird.
Viertes Feld: Die Schilfrohre (spanisch cañas) stehen als redendes Symbol für Alcañiz. Sie tauchen als alleiniges Wappenbild auf einigen gemeißelten Wappen des 16. Jahrhunderts auf, die sich z. B. am dortigen Dominikanerkloster von 1592 oder am Pórtico de Santa Lucía finden. Die Hinzufügung des Kastells lässt sich genau datieren, da sich an einem Dokument vom 22. Mai 1283 im Stadtarchiv von Alcañiz ein Siegel mit diesem Wappenbild findet.
Herzschild: Der hl. Georg gilt seit der Schlacht von Alcoraz zur Eroberung von Huesca 1096 als Patron Aragóns.

## Vorgängerversion
Ab 1869 besaß die Provinz Teruel ein von Gold und Blau gespaltenes Wappen. Rechts standen in Gold die vier roten Pfähle Aragóns, links in Blau der silberne, nach rechts schreitende Stier auf einem silbernen Felsen, darüber der achtzackige silberne Stern aus dem Stadtwappen von Teruel. Der Wappenschild lag auf einer goldenen Kartusche, darüber schwebte die geschlossene, spanische Königskrone. Auf dem Kreuz an der Spitze der Krone saß eine schwarze Fledermaus mit ausgebreiteten Flügeln. Die Fledermaus gilt seit 1448 unter Alfons III. von Valencia (= Alfons V. von Aragón) als Wappentier Valencias. Zu dieser Zeit begann man den geflügelten Drachen seiner Helmzier als Fledermaus (katalanisch Rat-Penat) darzustellen. Da die Eroberung Valencias von den Mauren von Teruel ausging, tauchte die Fledermaus auch hier im Provinzwappen auf.